# 制度
制度（せいど、英語: system, institution）は、人間行動の定型化されたパターン。社会関係を円滑に営むために社会を構成する集団の構成者や、その社会の統治者によって定められた決まりごととして定式化され、公認されていることが多い。集団の構成者個々の意志は別として、集団の構成者全員が締結した契約として考え得るほど拘束力を強めることがある。制度の効力はそれを定めた各集団に限られるが、他の集団に対しても影響を与えている。社会全般に関わる制度を社会制度という。法治国家における制度は法によって定められている。
改革（かいかく）は既存の制度、機構、組織等を改めることである。
社会における制度は、構成者の持つ権益を守り、相互の利害を調整することを目的としている。この目的を達成するためには、構成者全員が納得する形で定める必要があるが、現在においても利害関係の衝突から定めることが困難な場合がある。

## 社会制度
社会制度は、構成者の自由、権利、責任、義務を定めており、様々な制限と保障を与えている。
- 人権
- 社会保障／社会保障制度
- 税／税制
- 教育
- 労働

## 制度研究
政治学、経済学などさまざまな学問分野から制度研究がなされており、著名な日本人研究者としては、青木昌彦（経済学、比較制度分析）や盛山和夫（社会学)などがいる。